# Al-Hirak (nahija)
Nahija Al-Hirak (ar. ناحية الحراك) je nahija u okrugu Izra', u sirijskoj pokrajini Daraa. Po popisu iz 2004. (prije rata), nahija je imala 40.979 stanovnika. Administrativno sjedište je u naselju Al-Hirak.